# 大成正雄
大成 正雄（おおなり まさお、1921年11月23日 - 1993年4月23日）は、日本の政治家。衆議院議員（1期、新自由クラブ）。

## 来歴
埼玉県北足立郡三橋村（のち大宮市、現・さいたま市）出身。浦和商業学校（現埼玉県立浦和商業高等学校）を経て、中央大学専門部経済科中退。国鉄大宮工場（現大宮総合車両センター）に入るが、間もなく召集され、陸軍中尉で終戦を迎える。終戦後は大宮工場に復帰し、同工場の労働組合の書記長になり、日本社会党に入る。1947年、大宮市議会議員に当選し、2期務める。その後、労働組合を脱退し、社会党を離党し、衆議院議員福永健司の秘書になる。1959年、埼玉県議会議員に当選し、3期務め、同議長となる。1971年の大宮市長選挙に保守系無所属で立候補したが落選した。1974年の第10回参議院議員通常選挙において埼玉地方区から自由民主党公認で立候補したが落選した。1976年の第34回衆議院議員総選挙に埼玉5区から新自由クラブ公認で立候補して当選した。後に離党して、1979年の第35回衆議院議員総選挙では無所属で立候補したが落選した。
このほか、埼玉金属加工協同組合、県南卸売団地協同組合理事長、大宮商工会議所専務理事を務めた。
1992年（平成4年）春の叙勲で勲三等瑞宝章受章。
1993年4月23日死去、71歳。死没日をもって正八位から従五位に叙される。